# 岩田宗一
岩田 宗一（いわた そういち、1933年10月29日 - 2020年6月8日）は、日本の声明研究者。大谷大学名誉教授。

## 略歴
京都市生まれ。1959年京都市立音楽短期大学（現・京都市立芸術大学）卒業。1965年佛教大学卒業。大谷短期大学助教授、大谷大学教授、1999年退任、名誉教授。2020年6月8日に死去。86歳没。

## 著書
- 『声明の研究』法藏館 1999
- 『声明は音楽のふるさと』法藏館 2003

### 編・監修
- 『声明関係資料年表』編 平楽寺書店 1974
- 『声明・儀礼資料年表』編 法藏館 1999
- 『真宗勤行聖典講座 簡訳 真宗大谷派準拠版 (声明篇)』声明監修 池田勇諦,神戸和麿,渡邉晃純傍訳監修 四季社 2003

## 論文
- Cinii